# Gare de Vieux-Thann
Gare de Vieux-Thann vasútállomás Franciaországban, Vieux-Thann településen.

## Vasútvonalak
Az állomást az alábbi vasútvonalak érintik:
- Lutterbach-Kruth-vasútvonal
- Tram-train Mulhouse-Vallée de la Thur

## Kapcsolódó állomások
A vasútállomáshoz az alábbi állomások vannak a legközelebb:
- Gare de Vieux-Thann-ZI (Gare Centrale, Tram-train Mulhouse-Vallée de la Thur)
- Gare de Thann (Gare de Thann-Saint-Jacques, Tram-train Mulhouse-Vallée de la Thur)